# Kolem Norska
Kolem Norska je etapový cyklistický závod konaný v Norsku. Je považován za nástupce etapového závodu Ringerike GP, z něhož se stal jednodenní závod. Byl založen v roce 2011 kvůli zvýšenému zájmu o cyklistiku v Norsku, hlavně kvůli úspěchům cyklistů jako Edvald Boasson Hagen a Thor Hushovd. Závod se v roce 2020 stal součástí UCI ProSeries, ročník 2020 však musel být zrušen kvůli pandemii covidu-19. Ročník 2021 byl zkrácen o 2 etapy a přeložen na srpen; celkovým vítězem se stal Ethan Hayter (Ineos Grenadiers).

## Seznam vítězů
| Rok  | Země                                | Jezdec                              | Tým                                 |
| ---- | ----------------------------------- | ----------------------------------- | ----------------------------------- |
| 2011 | Nizozemsko                          | Wilco Kelderman                     | Rabobank                            |
| 2012 | Norsko                              | Edvald Boasson Hagen                | Team Sky                            |
| 2013 | Norsko                              | Edvald Boasson Hagen                | Team Sky                            |
| 2014 | Polsko                              | Maciej Paterski                     | CCC–Polsat–Polkowice                |
| 2015 | Dánsko                              | Jesper Hansen                       | Tinkoff–Saxo                        |
| 2016 | Nizozemsko                          | Pieter Weening                      | Roompot–Oranje Peloton              |
| 2017 | Norsko                              | Edvald Boasson Hagen                | Team Dimension Data                 |
| 2018 | Španělsko                           | Eduard Prades                       | Euskadi–Murias                      |
| 2019 | Norsko                              | Alexander Kristoff                  | UAE Team Emirates                   |
| 2020 | Nejelo se kvůli pandemii covidu-19. | Nejelo se kvůli pandemii covidu-19. | Nejelo se kvůli pandemii covidu-19. |
| 2021 | Spojené království                  | Ethan Hayter                        | Ineos Grenadiers                    |
| 2022 | Belgie                              | Remco Evenepoel                     | Quick-Step–Alpha Vinyl              |
| 2023 | Spojené království                  | Ben Tulett                          | Ineos Grenadiers                    |
| 2024 | Francie                             | Axel Laurance                       | Alpecin–Deceuninck                  |
| 2025 | Spojené království                  | Matthew Brennan                     | Visma–Lease a Bike                  |